# Curala
Curala é uma vila e sede da comuna rural de Capolondugu, na circunscrição de Sicasso, na região de Sicasso.